# Cloud Nine
Cloud Nine is een hitsingle voor de Amerikaanse Motown-groep The Temptations. Het was het begin van veel nieuwe tijdperken voor de groep; het was het eerste psychedelic soulnummer van de groep, het eerste Motown-nummer met een wah-wah gitaar, het eerste nummer met Dennis Edwards, de vervanger van David Ruffin en het eerste Motown-nummer dat een Grammy won. Ook was Cloud Nine een van de eerste nummers waar schrijver en producer Norman Whitfield zou samenwerken met Barrett Strong, bekend van de eerste Motown-hit Money (That's What I Want), later gecoverd door The Beatles.

## Achtergrond
Otis Williams, de officieuze leider en een van de leden van The Temptations, had aan hun producer Norman Whitfield voorgesteld om een nieuw soort muziek te gaan maken met de groep, vergelijkbaar met dat van Sly & The Family Stone na het horen van hun hit Dance to the Music. In eerste instantie was Whitfield niet enthousiast, omdat hij niet van de muziek van Sly & The Family Stone hield. Desondanks besloot hij toch een soortgelijk nummer op te nemen. Dit werd Cloud Nine. Nadat het nummer een groot succes bleek te zijn met een tweede positie op de Amerikaanse R&B lijst en een zesde positie op de Amerikaanse poplijst, won het ook nog eens een Grammy. Dankzij dit succes besloot Whitfield na Cloud Nine verder te gaan met het schrijven van nummers in de psychedelic soulstijl. Enkele voorbeelden hiervan zijn Run Away Child, Running Wild, Psychedelic Shack en Papa Was a Rollin' Stone. Wat typisch is aan psychedelic soul, is dat meerdere leden van de groep lead zingen. Alhoewel al op sommige eerdere opnames van de groep, zoals You're My Everything, twee leden lead zongen, was Cloud Nine het eerste nummer waarop meer dan twee en zelfs alle leden, Dennis Edwards, Otis Williams, Eddie Kendricks, Melvin Franklin en Paul Williams, lead zongen. Doordat het psychedelic soul zo anders was dan de eerdere opnames van de groep konden de luisteraars eerst niet geloven dat dit echt The Temptations waren.
Hoewel veel mensen ervan uitgaan dat het nummer over drugs gaat, ontkent Otis Williams dit. Hij zegt dat schrijvers Norman Whitfield en Barrett Strong tegen drugs waren en dat de werkelijke betekenis van het nummer is dat mensen met problemen, vooral de arme zwarte Amerikaanse bevolking destijds, optimistisch moeten blijven.
Motown was erg blij toen het nummer een hit bleek te zijn, omdat vlak daarvoor het succesvolle songwriterstrio Holland-Dozier-Holland Motown had verlaten. Hierdoor was Motown ongerust of ze nog wel hits zouden produceren, maar toen Cloud Nine een succes bleek te zijn was Motown weer optimistisch en zouden er nog vele hits volgen.
Cloud Nine werd later onder andere gecoverd door Edwin Starr en Gladys Knight & the Pips.

## Bezetting
- Lead: Dennis Edwards, Paul Williams, Eddie Kendricks, Otis Williams en Melvin Franklin
- Achtergrond: Melvin Franklin, Dennis Edwards, Eddie Kendricks, Otis Williams en Paul Williams
- Instrumentatie: The Funk Brothers
- Schrijvers: Norman Whitfield en Barrett Strong
- Productie: Norman Whitfield